# 세인트 라이트
세인트 라이트 (1938년 - 1965년)는 일본의 경주마, 씨수말이다. 1941년에 일본 경마 사상 최초의 클래식 삼관마가 되었다. 주전 기수는 코니시 키조. 씨수말로도 오언스, 올라이트, 세인트 오로 3마리의 팔대 경주 우승마를 배출했다. 1984년 현창마에 선출.
형제도 우수해, 타이호 (번식명 오호. 제실 어상전, 메구로 기념, 올커머), 쿠리히카리 (일명 아르바이트, 요코하마 농림성 상전 4세 호마 (현: 고월상), 제실 어상전 <가을>) , 토사미도리 (대씨수말, 고월상, 국화상) 등이 있다.

## 경주 성적
| 날짜       | 장소     | 이름                            | 인기 | 착순 | 거리           | 근량 | 시간   | 기수        | 착차    | 우승마 (2착마)  |
| ---------- | -------- | ------------------------------- | ---- | ---- | -------------- | ---- | ------ | ----------- | ------- | --------------- |
| 1941. 3.15 | 요코하마 | 신호마                          | 7인  | 1착  | 잔디 1700 (중) | 55   | 1.53.0 | 코니시 키조 | 5마신   | (오토모)        |
| 3.30       | 요코하마 | 요코하마 농림성 상전 4세 호마   | 1인  | 1착  | 잔디 1850 (양) | 57   | 1.59.2 | 코니시 키조 | 3마신   | (미나미 모어)   |
| 4. 5       | 나카야마 | 호마                            | 1인  | 1착  | 잔디 2000 (초) | 58   | 2.12.8 | 코니시 키조 | 2 1/2신 | (카미와카)      |
| 4.27       | 나카야마 | 호마                            | 1인  | 1착  | 잔디 2200 (양) | 58   | 2.23.4 | 아베 쇼타로 | 1 1/4신 | (패스트 라이트) |
| 5. 3       | 도쿄     | 고호마 특수 핸디캡              | 3인  | 2착  | 잔디 2300 (양) | 58   |        | 코니시 키조 | 머리    | 시지리다케      |
| 5.10       | 도쿄     | 고호마                          | 1인  | 1착  | 잔디 2300 (양) | 61   | 2.27.6 | 코니시 키조 | 머리    | (에스테이츠)    |
| 5.18       | 도쿄     | 도쿄 우준 경주                  | 2인  | 1착  | 잔디 2400 (중) | 57   | 2.40.2 | 코니시 키조 | 8마신   | (스테이츠)      |
| 9.27       | 요코하마 | 고호마 특수 핸디캡              | 2인  | 3착  | 잔디 2200 (양) | 66   |        | 코니시 키조 |         | 스테이츠        |
| 10. 5      | 요코하마 | 고호마                          | 2인  | 1착  | 잔디 2200 (초) | 66   | 2.30.6 | 코니시 키조 | 1마신   | (에스테이츠)    |
| 10.12      | 요코하마 | 요코하마 농림성 상전 4·5세 호마 | 1인  | 1착  | 잔디 2800 (양) | 56   | 3.08.0 | 코니시 키조 | 목      | (미스 미나미)   |
| 10.18      | 교토     | 고호마                          | 1인  | 2착  | 잔디 2400 (중) | 68   |        | 코니시 키조 | 2마신   | 코쿠초          |
| 10.26      | 교토     | 교토 농림성 상전 4세 호마       | 1인  | 1착  | 잔디 3000 (중) | 57   | 3.22.6 | 코니시 키조 | 2 1/2신 | (미나미 모어)   |

## 주요 산구
- 올라이트 (1943년산, 1947년 평화상, 교토 기념)
- 니유 지야판 (1943년산, 1947년 농림성 상전 장해)
- 오언스 (1946년산, 1950년 천황상 봄, 1951년 교토 기념 봄, 한신 기념)
- 세인트 오 (1949년산, 1952년 국화상, 교토 4세 특별)

## 혈통

### 혈통 배경
아버지 다이올라이트는 전중부터 전후에 걸쳐 4번의 리딩 사이어를 획득한 명씨수말이었지만, 수입 당초는 체형에 대한 평가가 낮고, 그 성공을 의문시되고 있었다. 이 평가에 맞서 반발한 것이 카토 유사쿠로 잡지에 '다이올라이트 예찬기'라는 문장을 전하는 등 열광적으로 다이올라이트를 지지하고 있었다.
어머니 플리펀시는 나중에 팔대 경주라 불리는 경주 우승마를 4마리 내놓은 일본 경마 사상 유일한 암말로, 4마리에서의 8대 경주계 8승은 사상 최다 기록이다. 또 후손으로부터도 앵화상 우승마 야시마벨, 국화상 우승마 노스 거스트 등 수많은 활약마가 나온다.
| 부 다이올라이트 Diolite 1927 흑록모 | Diophon 1921 율모     | Grand Parade     | Orby            |
| 부 다이올라이트 Diolite 1927 흑록모 | Diophon 1921 율모     | Grand Parade     | Grand Geraldine |
| 부 다이올라이트 Diolite 1927 흑록모 | Diophon 1921 율모     | Donnetta         | Donovan         |
| 부 다이올라이트 Diolite 1927 흑록모 | Diophon 1921 율모     | Donnetta         | Rinovata        |
| 부 다이올라이트 Diolite 1927 흑록모 | Needle Rock 1915 녹모 | Rock Sand        | Sainfoin        |
| 부 다이올라이트 Diolite 1927 흑록모 | Needle Rock 1915 녹모 | Rock Sand        | Roquebrune      |
| 부 다이올라이트 Diolite 1927 흑록모 | Needle Rock 1915 녹모 | Needlepoint      | Isinglass       |
| 부 다이올라이트 Diolite 1927 흑록모 | Needle Rock 1915 녹모 | Needlepoint      | Etui            |
| 모 플리펀시 Flippancy 1924 흑록모   | Flamboyant 1918 녹모  | Tracery          | Rock Sand       |
| 모 플리펀시 Flippancy 1924 흑록모   | Flamboyant 1918 녹모  | Tracery          | Topiary         |
| 모 플리펀시 Flippancy 1924 흑록모   | Flamboyant 1918 녹모  | Simonath         | St.Simon        |
| 모 플리펀시 Flippancy 1924 흑록모   | Flamboyant 1918 녹모  | Simonath         | Philomath       |
| 모 플리펀시 Flippancy 1924 흑록모   | Slip 1909 녹모        | Robert Le Diable | Ayrshire        |
| 모 플리펀시 Flippancy 1924 흑록모   | Slip 1909 녹모        | Robert Le Diable | Rose Bay        |
| 모 플리펀시 Flippancy 1924 흑록모   | Slip 1909 녹모        | Snip             | Donovan         |
| 모 플리펀시 Flippancy 1924 흑록모   | Slip 1909 녹모        | Snip             | Isabel          |

## 같이 보기
- 신잔
- 심볼리 루돌프
- 나리타 브라이언
- 오르페브르

### 내용주
1. ↑  당시는 삼미관마라 불렸다.